# Boris Wasiljew (lotnik)
Boris Michajłowicz Wasiljew (ros. Борис Михайлович Васильев, ur. 7 listopada?/20 listopada 1913 we wsi Lebiedkino w Czuwaszji, zm. 23 lutego 1955 w Stawropolu) – radziecki lotnik wojskowy, pułkownik lotnictwa, Bohater Związku Radzieckiego (1941).

## Życiorys
Urodził się w czuwaskiej rodzinie chłopskiej. Wcześnie stracił rodziców, wychowywał się w domu dziecka. Po ukończeniu szkoły kierował wiejską szkołą podstawową i był sekretarzem komórki Komsomołu oraz przewodniczącym komisji rewizyjnej kołchozu. 
Od 1935 uczył się w Kazańskim Instytucie Lotniczym i jednocześnie w aeroklubie, od 1937 służył w Armii Czerwonej, od 1939 należał do WKP(b). W 1939 ukończył wojskową szkołę lotniczą w Borisoglebsku, a w 1941 kursy komisarzy-pilotów przy Kaczyńskiej Wyższej Wojskowej Szkole Lotniczej dla Pilotów. 
Od czerwca 1941 uczestniczył w wojnie z Niemcami jako komisarz i pilot myśliwski. Do września 1941 w stopniu starszy politruk pełnił służbę jako komisarz samodzielnej eskadry 44 Dywizji Lotnictwa Myśliwskiego 6 Armii Frontu Południowego wykonał 35 lotów bojowych i strącił osobiście 9 samolotów wroga. W grudniu 1941 eskadrę przeformowano w 92 pułk lotnictwa myśliwskiego, którego dowódcą został Farit Fatkulin, a komisarzem Boris Wasiljew; po śmierci Fatkulina w walce w lipcu 1942 Wasiljew objął dowództwo. W jednej z walk został ranny, po wyleczeniu wrócił na front. Pod koniec wojny dowodził 813 pułkiem lotnictwa myśliwskiego. Łącznie wykonał 126 lotów bojowych i brał udział w 67 walkach powietrznych, strącając osobiście 10 i w grupie 11 samolotów wroga. 
W 1951 ukończył Wojskową Akademię Powietrzną, w 1953 został zwolniony do rezerwy w stopniu pułkownika lotnictwa. Mieszkał i pracował w Stawropolu. Zginął w wypadku lotniczym.

## Odznaczenia
- Złota Gwiazda Bohatera Związku Radzieckiego (20 listopada 1943)
- Order Lenina
- Order Wojny Ojczyźnianej I klasy
- Order Wojny Ojczyźnianej II klasy

I medale.